# IPhone 14
L'iPhone 14 e l'iPhone 14 Plus sono due smartphone progettati e prodotti da Apple Inc., rappresentano la sedicesima generazione di iPhone e sostituiscono i modelli 13 e 13 Mini.
Sono stati presentati il 7 settembre 2022 all'evento "Far Out" presso l'Apple Park, insieme agli iPhone 14 Pro e Pro Max; i preordini sono iniziati il 9 settembre 2022 e disponibili all'acquisto il 16 settembre 2022 (iPhone 14) e il 7 ottobre 2022 (iPhone 14 Plus).
Le principali differenze rispetto agli iPhone 13 sono nuove fotocamere, una batteria migliorata, connessione satellitare di emergenza e sensori migliorati per il rilevamento degli incidenti d'auto. Inoltre, il modello mini con display da 5,4" viene sostituito dal Plus con display da 6,7".

## Descrizione
Il telefono ha uno schermo OLED Super Retina XDR da 6,1 pollici per l'iPhone 14 e 6,7 pollici per l'iPhone 14 Plus, con un formato di 19,5:9. È dotato di un vetro "Ceramic Shield", un rivestimento di cristalli di ceramica introdotto per la prima volta sulla linea iPhone 12.
È dotato del chip Apple A15 Bionic, connettività 5G, la cui tecnologia a onde millimetriche mmWave è disponibile solo in alcuni mercati.
Gli iPhone 14 ripropongono lo stesso design del modello precedente.

## Colorazioni
| Colorazioni | Colorazioni | Colorazioni |
| Retro       | Retro       | Fronte      |
| ----------- | ----------- | ----------- |
|             | Mezzanotte  | Nero        |
|             | Galassia    | Nero        |
|             | Product Red | Nero        |
|             | Blu         | Nero        |
|             | Viola       | Nero        |
|             | Giallo      | Nero        |

Con uno chassis in alluminio e vetro, l'iPhone 14 è disponibile in 5 colorazioni: mezzanotte, galassia, blu, viola, rosso (PRODUCT) RED.
Rispetto all'iPhone 13, il blu assume una tonalità più chiara, è stato sostituito il rosa a favore del viola ed è stata eliminata la colorazione verde.

## Specifiche tecniche

### Hardware

#### Chip
Gli iPhone 14 e 14 Plus sono i primi modelli che non utilizzano il nuovo chip (l'A16 Bionic presente sugli iPhone 14 Pro e 14 Pro Max) ma presentano il SoC A15 Bionic nella versione degli iPhone 13 Pro dotato di una CPU a 6 core, GPU a 5 core (1 core in più rispetto all'iPhone 13), Neural Engine a 16 core e 6 GB di RAM (2 GB in più rispetto al precedente modello).

#### Schermo
L'iPhone 14 presenta lo stesso schermo dell'iPhone 13: un display da 6,1 pollici (15 cm) con tecnologia OLED Super Retina XDR con una risoluzione di 2532×1170 pixel e una densità di pixel di circa 460 ppi.
L'iPhone 14 Plus presenta un display da 6,7 pollici (17 cm) con la stessa tecnologia e una risoluzione di 2778×1284 pixel e una densità di pixel di circa 458 PPI.
Entrambi sono dotati di una frequenza di aggiornamento di 60 Hz, contrasto (tipico) 2.000.000:1, luminosità massima di 800 nit con un picco di 1200 nit.

#### Fotocamere
Gli iPhone 14 e 14 Plus dispongono dello stesso modulo fotografico con tre fotocamere: una frontale (12 MP f/1.9) e due posteriori; di queste, una grandangolare (12 MP f/1.5) e una ultra-grandangolare (12 MP f/2.4).
Le telecamere posteriori contengono entrambe sensori più grandi rispetto agli iPhone 13 per una maggiore raccolta di luce con la nuova stabilizzazione ottica dell'immagine (OIS) sulla fotocamera principale.
Le fotocamere utilizzano un nuovo motore di fotografia computazionale di Apple chiamato Photonic Engine. Gli utenti possono anche scegliere tra una vasta gamma di stili fotografici introdotti con l'iPhone 13.
È stata aggiornata la modalità "Modalità Cinema" con una risoluzione fino a 4K HDR a 30 fps.
È stata introdotta la modalità "Azione" che crea una stabilizzazione via software dell'immagine con una risoluzione fino a 2,8K e 60 fps.

#### Software
iPhone 14 e iPhone 14 Plus sono venduti con iOS 16 al lancio.